# 遠藤久美子
遠藤 久美子（えんどう くみこ、1978年4月8日 - ）は、日本の女優、タレント、歌手。愛称は、エンクミ。東京都葛飾区出身。所属事務所は東宝芸能。本名、横尾 久美子（旧姓:遠藤）。

## 略歴・人物
5人兄妹の次女として生まれた。元々芸能方面が好きで、中学生時代の卒業アルバムには「声優さんか女優さんになりたい」と書いていた。高校は普通の県立高校だったが、音楽ライブにスタッフとして関わっていたことがある担任の先生の後押しもあって芸能の方面へ歩みを進めることとなる。当人は「その先生がいなかったら今頃どうなっていたか」と回顧している。
アルバイトしていた時に姉の知り合いの芸能プロダクションマネージャーにスカウトされ、芸能界入り。1995年に全国ネットで放映されたマクドナルドのCM「証明写真編」で一躍知名度を上げる。1996年に『冠婚葬祭部長』でテレビドラマ初出演し、その後、テレビドラマ・バラエティ・CM・声優など幅広く活躍。大きな瞳・太い眉・独特のハスキーな声が個性的で、広末涼子や内田有紀らと共にショートヘアアイドルの代表としてしばしメディアにとりあげられた。
1997年から始まった浜田雅功を中心とするバラエティ番組『人気者でいこう!』では2年間レギュラーを務め、独特の天然ボケキャラで人気を呼んだ。さらに同年、バラエティ番組『ウッチャンナンチャンのウリナリ!!』で大きな人気を得た他、『いさなのうみ』で映画初出演。1998年、20歳の誕生日に歌手デビュー。
2002年度・2003年度の競艇のイメージタレントとして出演し、2002年度の『キョーテー・ハニー』ではターンマークブイのかぶりものをした。また全国信用組合では「しんくみ」というキャラで長期間CM出演していた。2002年には『ダブリンの鐘つきカビ人間』で舞台初出演。2003年に『ダンシングライフ』でテレビドラマの2004年に『森は生きている』で舞台の2009年にオムニバス映画『3つの港の物語』の日本編「桟橋」で映画の、それぞれ初主演を果たしている。
2009年に元JUDY AND MARYの恩田快人（ベース）、元THE BLUE HEARTSの梶原徹也（ドラム）、元ECHOESの伊藤浩樹（ギター）、遠藤（ボーカル）の4人でバンド・LILY CULTIVAL（リリークウチヴァール）を結成。
2011年7月、デビュー以来所属していた事務所アイントを離れ、フリーランスとなるが、その後2012年に本格的な女優業を始めるため、フリーになったことを心配した渡瀬恒彦が話を付けた東映のプロデューサーからの紹介もあって、東宝芸能所属タレントとなった。
私生活では、2015年公開の映画『田沼旅館の奇跡』の撮影を通じて出会い、同年12月の再会を機に交際していた映画監督の横尾初喜と2016年7月に結婚。2017年2月2日、第1子男児の出産を報告。2019年9月25日、第2子を出産。

## エピソード
- 元々ロングヘアだったが、たまたま部活のバスケットボール部に入部し、髪を切った頃にスカウトされ、その髪型のままデビューしてしまった。以降、当時の事務所の方針でショートカットになった[15]。ショートカットのイメージが強いが、2000年頃からは髪を伸ばしたり切ったりを繰り返している。2001年のドラマ『オヤジ探偵』、2012年の映画『タバコイ 〜タバコで始まる恋物語〜』の出演時はロングヘアーだった。2011年の映画『五日市物語』は長期間にわたり撮影したが、その間髪には一切はさみを入れず伸ばし続けた。
- 好物は名代富士そばのかけそばと日高屋の中華そば。「シンプルなのがいい」と語っている[2]。
- 「プライベートの時間が移動時間や楽屋での待機時間しかなかった」と話すほど多忙だった20代の当時、ビーズアクセサリーが好きだったこともあって、ビーズでブレスレット、指輪、ネックレスや、金槌など道具を持ち込んでベルトなどの革製品を作ったり、フェルト工作したりするのが息抜きだったと話している[8]。

## 出演

### 映画
- いさなのうみ（1997年） - 美智子 役
- ラヂオの時間（1997年） - 七代目弁天ガール・一之瀬弥生 役
- ショムニ（1998年） - 塚原佐和子 役
- 富江 re-birth（2001年） - 北村ひとみ 役
- 東京攻略（2001年） - 桜田直美 役
- ピカチュウのドキドキかくれんぼ （2001年） - ナレーター
- 悪名1 〜蘇る大和魂〜（2001年） - お照 役
- ポストマン（2008年） - 竹内彩子 役
- KIZUKI（2008年） - 菅原由梨 役
- 劇場版MAJOR メジャー 友情の一球（2008年） - 川瀬涼子 役（声優）
- 3つの港の物語 日本編「桟橋」（2009年） - 主演 馬場久子 役
- ノー スポンサード（2010年） - 主演 湊愛衣子 役
- 五日市物語（2011年） - 主演 伊藤友里 役
- タバコイ 〜タバコで始まる恋物語〜（2012年） - 愛樹 役
- 樹海のふたり（2013年） - 竹内純子 役
- タイガーマスク（2013年）
- 田沼旅館の奇跡（2015年） - 田沼加恵 役
- 校庭に東風吹いて（2016年） - 蔵田富子 役
- ゆらり（2017年） - 保科 役
- 武蔵 -むさし-（2019年） - 吟 役
- こはく（2019年） - 広中友里恵 役
- 達人 THE MASTER（2021年）主題歌のみ
- 大事なことほど小声でささやく（2022年） - 四海由佳 役
- こん、こん。（2023年） - 松本綾香 役
- 本を綴る（2024年） - 朝比奈花 役[16]

### テレビ

#### 連続ドラマ
- 冠婚葬祭部長（1996年1月 - 3月、TBS） - 小山田未央 役
- 聖龍伝説（1996年10月 - 12月、日本テレビ） - 酒井美咲 役
- FiVE（1997年4月 - 6月、日本テレビ） - イズミ（加藤いずみ） 役
- ドンウォリー!（1998年4月 - 6月、フジテレビ） - 内藤彩子 役
- 君といた未来のために 〜I'll be back〜（1999年1月 - 3月、日本テレビ） - 山岸由佳 役
- 七人のサムライ J家の反乱（1999年4月 - 2000年9月、朝日放送） - 久美子 役
- てっぺん（1999年7月 - 9月、テレビ朝日） - 高木香苗 役
- ハッピー2（2000年7月 - 9月、テレビ東京） - 磯崎まどか 役
- 十三夜 霊界からの招待状（2001年10月 - 12月、テレビ神奈川） - 遠藤久美子（ラジオ番組「心霊通信」のDJ） 役
- オヤジ探偵（2001年7月 - 9月、テレビ朝日） - 早乙女黎 役
  - オヤジ探偵2（2002年10月 - 12月）
- 愛の劇場 ダンシングライフ （2003年5月 - 6月、TBS） - 主演 三村明子 役
- 彼女が死んじゃった。（2004年1月 - 3月、日本テレビ） - 歌川繭 役
- ウルトラQ dark fantasy（2004年4月 - 6月、テレビ東京系） - 楠木涼 役
- 警視庁捜査一課9係（テレビ朝日） - 垣内妙子 役 ※ 第4シリーズから第6シリーズは『新・警視庁捜査一課9係』
  - 警視庁捜査一課9係 第1シリーズ（2006年4月 - 6月）
  - 警視庁捜査一課9係 年末スペシャル （2006年12月）
  - 警視庁捜査一課9係 第2シリーズ（2007年4月 - 6月）
  - 警視庁捜査一課9係 第3シリーズ（2008年4月 - 6月）
  - 警視庁捜査一課9係 第4シリーズ（2009年7月 - 9月）
  - 警視庁捜査一課9係 第5シリーズ（2010年7月 - 9月）
  - 警視庁捜査一課9係 第6シリーズ（2011年7月 - 9月）
  - 警視庁捜査一課9係 第7シリーズ（2012年7月 - 9月）
  - 警視庁捜査一課9係 第8シリーズ（2013年7月 - 9月）
  - 警視庁捜査一課9係 第9シリーズ（2014年7月 - 9月）
  - ドラマスペシャル 警視庁捜査一課9係（2014年10月）
  - 警視庁捜査一課9係 第10シリーズ（2015年4月 - 7月）
  - 警視庁捜査一課9係 第11シリーズ（2016年4月 - 6月）
  - 警視庁捜査一課9係 第12シリーズ（2017年4月 - 6月）
  - 特捜9 season1（2018年4月 - 6月）
  - 特捜9 スペシャル（2019年4月）
  - 特捜9 season2（2019年4月 - 6月）
  - 特捜9 season4（2021年4月 - 6月）
  - 特捜9 season6（2023年4月 - 5月）
  - 特捜9 final season（2025年4月 - 6月）
- ドラマ30 がきんちょ〜リターン・キッズ〜（2006年7月 - 9月、毎日放送） - 夏川桃（現代） 役
- 安宅家の人々（2008年1月 - 3月、東海テレビ） - 主演 安宅（宇田川）久仁子 役
- クリスタル（2011年6月 - 7月、千葉テレビ） - 山野有希 役
- 雲霧仁左衛門（2013年10月 - 11月、NHK BSプレミアム） - おもん 役
  - 雲霧仁左衛門2（2015年2月 - 3月）
  - 雲霧仁左衛門ファイナル（2025年1月 - 2月）[17]
- 嵐の涙〜私たちに明日はある〜（2016年2月 - 3月、東海テレビ） - 枝川まき 役
- 向かいのバズる家族（2019年4月 - 6月、読売テレビ） - 菅野橙子 役
- 連続ドラマW 夜がどれほど暗くても（2020年11月 - 12月、WOWOW）
- 彼のいる生活（2024年4月 - 5月、TOKYO MX） - 夏川サエコ 役[18]

##### ゲスト出演
- TOKYO23区の女/中野区の女（1996年7月、フジテレビ） - 主演 田中裕子 役
- 金のたまご（1997年、TBS）
- 金田一少年の事件簿 第5話・第6話（1996年、日本テレビ） - 和泉さくら 役
- バーチャルガール 第6話（2000年2月19日、日本テレビ） - 早坂憧子 役
- はみだし刑事情熱系 partV 第16話（2001年1月、テレビ朝日） - 三好夏子 役
- 伝説のマダム 第4話（2003年5月、日本テレビ） - 宮崎真琴 役
- おみやさん（テレビ朝日系）
  - 第3シリーズ 第9話（2004年8月26日） - 宮田典子 役
  - 第4シリーズ 第7話（2005年6月2日） - 宮田典子 役
  - 第5シリーズ 第5話（2006年11月23日） - 大河内美緒 役
  - 第6シリーズ 第14話（2009年3月12日） - 平田貴美子 役
  - 第7シリーズ 第4話（2010年5月13日） - 落合直子 役
- 慶次郎縁側日記 第1シリーズ 第2話（2004年9月、NHK総合） - お直 役
- 相棒 season3 第6話（2004年12月1日、テレビ朝日） - 千葉ハル子 役
- 刑事部屋〜六本木おかしな捜査班〜 第6話（2005年8月24日、テレビ朝日） - 三崎由夏 役
- 新・はんなり菊太郎 第1話（2007年1月11日、NHK） - 妙 役
- BOYSエステ 第3話（2007年7月、テレビ東京） - 希 役
- ジャッジ 〜島の裁判官奮闘記〜 第4話・第5話（2007年11月3日・10日、NHK総合） - 新元みづき 役
- 7人の女弁護士 第2シリーズ 第5話（2008年5月8日、テレビ朝日） - 高杉あやめ 役
- 必殺仕事人2009 第9話（2009年3月13日、テレビ朝日） - 椿きぬ 役
- 君たちに明日はない 第4話（2010年2月6日、NHK） - 池田彰子 役
- 都市伝説の女 第6話（2012年5月18日、テレビ朝日） - 須貝佐代子 役
- 科捜研の女（テレビ朝日）
  - Season12 第6話（2013年2月21日） - 川崎京子 役
  - Season17 第13話（2018年2月15日） - 滝沢亮子 役
- 100の資格を持つ女〜ふたりのバツイチ殺人捜査〜 第7話（2013年6月15日、テレビ朝日） - 田中由香 役
- 刑事110キロ 第2シリーズ 最終話（2014年6月5日、テレビ朝日） - 黒川あゆみ 役
- DOCTORS3 最強の名医 第6話（2015年2月12日、テレビ朝日） - 今井孝子 役
- 出入禁止の女〜事件記者クロガネ〜 第5話（2015年2月19日、テレビ朝日） - 藤原耐子 役
- ウルトラマンX 第17話（2015年11月17日、テレビ東京） - 相沢かおり 役
- 女たちの特捜最前線 最終話（2016年8月25日、テレビ朝日） - 八代瑠璃子 役
- 隠れ菊 第7話・最終話（2016年10月16日 - 23日、NHK BSプレミアム） - 秋葉里沙 役
- さくらの親子丼 最後の一杯（2017年11月25日、東海テレビ） - 西浦花菜子 役
- 知らなくていいコト 第8話（2020年2月26日、日本テレビ） - 相田依子 役
- 記憶捜査2〜新宿東署事件ファイル〜 第5話（2020年11月20日、テレビ東京） - 佐久間礼子 役
- 仮面ライダーリバイス 第3話・第4話（2021年9月19日・26日、テレビ朝日） - 桶谷妙子 役
- 二月の勝者-絶対合格の教室- 第5話・7話・8話・最終話（2021年11月 - 12月、日本テレビ） - 島津優子 役
- 競争の番人 第8話（2022年8月29日、フジテレビ） - 小勝負朋子 役
- 弁当屋さんのおもてなし 第3話（2023年3月11日、北海道テレビ） - カタリナ 役[19]
- ギフテッド Season1 第6話（2023年9月16日、東海テレビ・フジテレビ） - 桜沢凜 役
- 女子高生、僧になる。 第6話（2023年10月22日、毎日放送） - 大城紗月 役
- セレブ男子は手に負えません 第2話（2024年1月27日、テレビ朝日「ドラマL」） - 百瀬ひかるの母 役

#### 単発ドラマ
- 月曜ドラマスペシャル（TBS）
  - 親子弁護士の探偵帖2（1996年7月） - 牧原涼子 役
  - 探偵 左文字進2 汚れた勲章（2000年4月17日） - 木島直美 役
- チキチキバンバン（1996年9月、日本テレビ） - 吉羽羽子 役
- zap Entertainment！「おれ、ぼく、あたし。」（2000年、WOWOW） - 桂フミ 役
- 土曜ワイド劇場（テレビ朝日）
  - 外科医佐伯真の殺人カルテ（2001年3月） - 一ノ瀬久美 役
  - 殺人ロケ（2003年2月） - 桃井和世 役
  - ドクVSデカ2〜心療内科医&殺人課刑事の捜査ファイル〜（2004年9月4日） - 島田明美 役
  - はみだし弁護士・巽志郎9（2005年9月17日） - 二宮由美 役
  - おばはん刑事!流石姫子 ファイナル（2006年8月26日） - 桜井ちはな 役
  - 救急救命士・牧田さおり5（2007年2月3日） - 高谷史恵 役
  - 京都お茶会殺人事件（2009年5月2日） - 菊川千秋 役
  - 火災調査官・紅蓮次郎14（2014年1月25日） - 中園知美 役
  - 京都南署鑑識ファイル10（2016年4月2日） - 今井ひかり 役
- 女と愛とミステリー（テレビ東京）
  - 純情商店街 ゆうれい殺人事件（2001年5月） - 三枝ゆかり 役
  - 湯けむり殺人案内 なんにも専務の名推理（2003年1月） - 野苔みなみ 役
- ドラマDモード 彼女たちの獣医学入門（2002年、NHK） - 大森知夏 役
- 水曜ミステリー9（テレビ東京）
  - 信濃のコロンボ2 北国街道殺人事件（2002年5月22日） - 田尻風見子 役
  - 監察医・篠宮葉月 死体は語る12（2012年11月28日） - 佐山美奈子 役
  - みちのく麺食い記者 宮沢賢一郎2（2013年2月27日） - 遠山忍 役
  - 刑事吉永誠一 涙の事件簿12（2013年10月2日） - 田代恭子 役
- 娘よ（2003年9月、TBS） - 川村明子 役
- 間寛平少年物語（2003年12月6日、関西テレビ） - 松原奈津子 役
- プライベートウエディング・コンシェルジュ 小野寺ゆかり（2004年9月7日、BSフジ） - 主演 小野寺ゆかり 役
- 火曜サスペンス劇場 監察医・室生亜季子36（2005年1月11日、日本テレビ） - 田島幸子 役
- ドラマコンプレックス 薔薇の微笑〜愛すれど心哀しく〜（2006年7月4日、日本テレビ） - 野田リカコ 役
- 月曜ゴールデン（TBS）
  - 駅弁刑事・神保徳之助 - 工藤美奈子 役
    - 駅弁刑事・神保徳之助（2007年4月30日）
    - 駅弁刑事・神保徳之助2（2008年5月5日）
    - 駅弁刑事・神保徳之助3（2009年5月4日）
    - 駅弁刑事・神保徳之助4（2010年5月3日）
    - 駅弁刑事・神保徳之助5（2011年5月2日）
    - 駅弁刑事・神保徳之助6（2012年4月2日）
    - 駅弁刑事・神保徳之助7（2013年5月13日）
    - 駅弁刑事・神保徳之助8（2014年5月5日）
    - 駅弁刑事・神保徳之助9（2015年5月11日）
    - 駅弁刑事・神保徳之助10（2016年5月2日）
    - 駅弁刑事・神保徳之助11（2017年1月30日）

  - 看取りの医者 バイク母さんの往診日誌（2011年12月12日） - 桑田優子 役
  - ホームドクター・神村愛2（2013年8月26日） - 黒田一美 役
  - オバベン -京都ふたりの女弁護士-2（2016年2月29日） - 香川安子 役
- 土曜サスペンス特別企画 伊勢志摩殺人事件（2008年3月8日、テレビ朝日） - 主演 大原路子 役
- 幻十郎必殺剣 スペシャル（2009年4月10日、テレビ東京） - お咲 役
- 女刑事みずき スペシャル（2010年6月24日、テレビ朝日） - 佐々木真由 役
- 金曜プレステージ（フジテレビ）
  - 浅見光彦シリーズ42 悪魔の種子（2011年11月18日） - 諏訪由紀子 役
  - ヤバい検事 矢場健〜ヤバケンの暴走捜査〜（2012年2月24日） - 篠崎絵美 役
  - 剣客商売 鬼熊酒屋（2014年8月8日） - おしん 役
- ドラマスペシャル 黒の斜面（2016年1月24日、テレビ朝日） - 羽田美雪 役
- 北海道警事件ファイル 警部補 五条聖子5 ～旭川・美瑛・知床　幻のエゾオオカミの謎～（2017年3月19日、テレビ東京） - 戸田涼子 役
- 果てしなき探偵 エピソード0 前後編（2017年5月5日・12日、広島ホームテレビ） - ユウコ 役
- ハルさん〜花嫁の父は名探偵!?（2017年12月3日、テレビ朝日） - 島田聡子 役
- 大岡越前スペシャル〜親子をつなぐ名裁き〜（2019年1月4日、NHK BSプレミアム） - おこん 役
- 日曜プライム 法医学教室の事件ファイル46（2019年6月23日、テレビ朝日） - 小谷麻理 役
- ドラマW 父と息子の地下アイドル（2020年2月23日、WOWOW） - 清永真夏 役
- 当番弁護士 梶原藤子の事件ファイル（2020年6月22日、テレビ東京） - 新藤礼子 役
- おかしな刑事 最終回! 大千秋楽スペシャル（2024年1月6日、テレビ朝日） - 吉田みどり 役[20][21]
- むこう岸（2024年5月6日、NHK総合） - 山之内香澄 役[22]
- 藤子・F・不二雄 SF短編ドラマ シーズン3「マイロボット」（2025年3月27日、NHK BSプレミアム4K）[23]

#### アニメ
- 愛してるぜベイベ★★（2004年4月 - 10月） - 片倉鈴子 役
- MAJOR（2004年 - 2010年） - 川瀬涼子 役

#### バラエティ
- ウリナリ!! 「芸能人社交ダンス部」（1997年 - 1998年、日本テレビ）
- 人気者でいこう!（1997年 - 1999年、朝日放送）
- YO-GAKU PANIC!（1997年 - 1998年、テレビ朝日）
- ハッピーバースデー!（1998年 - 1999年、フジテレビ）
- ポケットミュージック（1998年 - 2000年、日本テレビ）
- 未来ナース（TBS）
  - 未来ナース（1998年 - 1999年）
  - 未来ナース99（1999年）
- 新・真夜中の王国（2000年 - 2003年、NHK-BS2）
- マジック王国（2001年 - 2002年、テレビ東京）
- 笑う犬の情熱、笑う犬の太陽（2002年 - 2003年、フジテレビ）
- エンクミのスマイルキッチン（2004年、テレビ東京）
  - エンクミのアレンジクッキング（2005年）
- くりぃむしちゅーのたりらリラ〜ン 「ベタドラマ」（2005年 - 2006年、日本テレビ）
  - 第5話「ベタな片思い」
  - 第8話「ベタ者のすべて」
- 四国ぐるり一周ローカル路線バス乗り継ぎ人情ふれあい旅（2011年12月3日、テレビ東京）
- クイズ!歌うぞ音楽王（フジテレビ）不定期出演
- パッパラ!パラダイス 朝から早坂（テレビ朝日）

#### 情報・教養番組
- 趣味悠々（NHK教育）
  - 趣味悠々 中高年のためのパソコン講座シリーズ・デジタルビデオを使いこなそう（2004年）
  - 趣味悠々 犬と暮らしを楽しもう!!（2005年）
  - 趣味悠々 すぐに弾ける！たのしいウクレレ（2008年 - 2009年）
- 衛星アニメ劇場（2004年4月3日 - 2005年3月26日） - ガイド 役
- イタリア語会話（2005年 - 2006年）
- NHKスペシャル MEGAQUAKE 巨大地震 第3回（2010年3月7日）[24]
- 町田忍の昭和レトロ紀行（2010年5月 - 7月、スカパー旅チャンネル） - ナレーション
- 熱中人「来たぞ！ソニックブーム～自作ロケット熱中人～」（2011年11月11日、NHK BSプレミアム） - ナレーション
- アジアンスマイル（2011年、NHK BS） - ナレーション
- さんすう刑事ゼロ（2014年1月20日、NHK Eテレ） - 安井高子 役
- 海のサムライとベトナム姫（2014年2月16日、長崎国際テレビ制作、BS日テレ（3月15日）） - ナビゲーター
- ヨルカフェTOKYO（テレビ東京） - MC
- TOKYOガルリ（テレビ東京） - MC

### ビデオ・DVDドラマ
- 必殺始末人3（1997年） - 八重姫 役
- 悪名2 〜荒ぶる喧嘩魂〜 （2001年） - お照 役
- 実録・広島四代目
  - 実録・広島四代目 第1次抗争編（2003年）
  - 実録・広島四代目 第2次抗争編（2003年）

### Webドラマ
- スタジアムで会いましょう（2004年、NETCINEMA.TV） - 主演 渡辺初音 役
- THE SUPER DRY FILMS プロジェクト 第2作「PLAY BALL!」（2004年） - 八代春美 役
- 歌で逢いましょう 第6話（2006年2月、GyaO） - 辛澤恵里 役
- ミルパパ〜しあわせの雑貨店〜 第1話、第4話（2007年、ミランカ）
- 5んドラ 第3回「花ヨメ×花ムコ」（2009年、NHKワンセグ2）
- 学校の怪談×SKE48 第6話「別れの曲」（2012年7月、BeeTV） - 笠原夕美 役
- ラヴコンシェル 第5週「カエルだって、アメンボだって」（2012年12月、NOTTV） - 主演 麻美 役

### ラジオ

#### ドラマ
- みかん畑のロボットZERO（2005年2月、NHK-FM、FMシアター）
- 歪みたがる隊列（2012年、NHK-FM、FMシアター） - 茜 役

#### その他
- 遠藤久美子のどですかスポーツ
- 遠藤久美子のLOVELOVEモード（TBSラジオ）
- 遠藤久美子のパステルターン（2002年 - 2003年、文化放送）
- 土曜音楽パラダイス（2005年、NHKラジオ第1）
- Vodafoneカウントダウン・ジャパン（2005年 - 2006年、TOKYO FM）
- 森田健作 青春スピリッツ（2010年 - 2012年、ベイエフエム）
- ラジオマンジャック（2012年4月7日 - 2013年3月23日、NHK-FM）

### 舞台
- ダブリンの鐘つきカビ人間（2002年4月 - 6月、G2プロデュース＋パルコ・リコモーション、PARCO劇場ほか） - 真奈美 役
- 森は生きている（2004年8月、ライズ・プロデュース、アートスフィア） - 主演 「娘」 役
- 蜜の味（2005年5月、古川オフィスプロデュース、シアターX） - 主演 ジョー 役
- 魔界転生（2006年9月、松竹、新橋演舞場） - お銭 役
- きんぎょの夢（2009年8月 - 9月、めぐろパーシモンホールほか） - 松沼桃 役
- 四畳半ブルース（2010年7月、紀伊國屋ホール、ABCホール）
- 売らいでか!（2011年1月 - 5月、東宝、中日劇場ほか） - 敬子 役
- ドメスティックパレード（2012年7月、JOE Company、青山円形劇場）
- 人生は、ガタゴト列車に乗って…（2013年3月 - 5月、東宝、シアター1010ほか） - 里子 役
- 三匹のおっさん（2015年9月、中日劇場、新歌舞伎座、博多座ほか） - 清田貴子 役
- ラヴ・レターズ 〜2016 The Climax Special〜（2016年5月15日、パルコ劇場） [25]
- FOLKER（2025年2月、堂島リバーフォーラム）[26]

### ゲーム
- キャプテン・ラヴ（1999年） - 永堀愛美 役

### CM
- 竹田製菓「お菓子の城」
- 日本マクドナルド「ちょっといい？」
- 丸石自転車
- セガ「セガカラ スーパープロローグ21」
- ごはん食推進委員会「ごはんで元気！」
- 明治製菓「明治ブルガリアヨーグルト」「プッカ」「プチブランチ」
- Enrico Coveri
- NTTパーソナル東北
- 明星食品「中華街」
- 大沢商会「ラコステ」
- 全国信用組合中央協会「しんくみ」
- 三共「ルル」
- キングジム「たいこバン」
- 講談社「TOKYO1週間」「KANSAI1週間」
- ソニー・コンピュータエンタテインメント 「PlayStation」
- 日石三菱「日石三菱灯油」
- パスネット
- メガネスーパー
- ケイ・オプティコム「eo 関西は光の国へ」
- 雇用促進事業会「あつまるくんの週間求人案内」
- 富士重工業「SUBARU PLEO」
- 競艇
- アビバ
- 井村屋「あずきバー」「肉まん・あんまん」
- 国土交通省 自動車点検整備推進協議会
- 総務省「行政相談週間」ポスター
- ブリヂストン「Playz」
- 総務省・消防庁・厚生労働省「救急救命士」ポスター
- 保険市場

### MV
- 磯貝サイモン『帰り道にて』

## ディスコグラフィ

### CD
- 好きなら好きっ! （1998年4月8日 東芝EMI（現EMIミュージック・ジャパン））
- ハッピー・ラッキー・デイ （1998年8月21日 東芝EMI）
- コイビトのトビラ （1998年12月16日 東芝EMI）
- 夢ロケッツ （1999年4月9日 東芝EMI）
- HOLD ON MY HEART （1999年11月26日 東芝EMI）
- CROSSROAD （2000年11月1日 ビクターエンタテインメント）
- ひとりひとつ（2015年10月1日 U's Music） - 16 voicesの一人として参加[27]。

### アルバム
- 夢ロケッツ（1999年4月28日 東芝EMI）
- V.B.O.E.(Very Best Of Enkumi) （2000年3月29日 東芝EMI）
- エン結び （2003年9月17日 DOMO）

### ビデオ・DVD
- エンクミTVチャンネル1 （1998年4月8日 東芝EMI）
- エンクミTVチャンネル2 （1998年8月21日 東芝EMI）
- Happy・Pocket・Presents （1998年12月23日 東芝EMI）
- 1st Concert "Yume ROCKETS" （1999年8月25日 東芝EMI）
- 遠藤久美子! （2000年12月20日 ポニーキャニオン）
- One from the heart （2002年9月20日 DOMO）
- Four Season （2006年12月 DOMO）
- 悲恋情話（2010年9月 ポラリス）

### 参加作品
- 16 Voices - 『ひとり ひとつ』（2015年10月1日）[28]

## 写真集
- 久美子（撮影：沢渡朔、1995年、朝日出版社）
- ENKUMI18歳（撮影：渡辺達生、1996年、ワニブックス）
- 月刊遠藤久美子（撮影：蜷川実花、2003年、新潮社）
- ＜デジタル週プレ写真集＞ お帰り、エンクミ。（撮影：舞山秀一、2015年、集英社）

## ファンクラブ
- 駄菓子なENKUMIポケット（ニフティサーブのファンフォーラム「愉快なエンクミポケット」はこれにちなむ）

（1997年-2008年　会報Vol.40で閉会）